# Autoportrait en Zeuxis
Pour les articles homonymes, voir Autoportrait (homonymie).
Autoportrait en Zeuxis est un tableau de Rembrandt.
Zeuxis était un peintre grec du Ve siècle av. J.-C. qui, d'après la légende, est mort de rire en faisant le portrait d'une vieille dame. 
Rembrandt van Rijn a peint plus de 90 autoportraits, depuis la jeunesse jusqu'à la vieillesse. L'autoportrait en Zeuxis est un des derniers, peint seulement six ans avant sa mort, en 1669 à l'âge d'environ 57 ans. Encore de nos jours, il reste énigmatique et très différent des autres autoportraits de la vieillesse. 

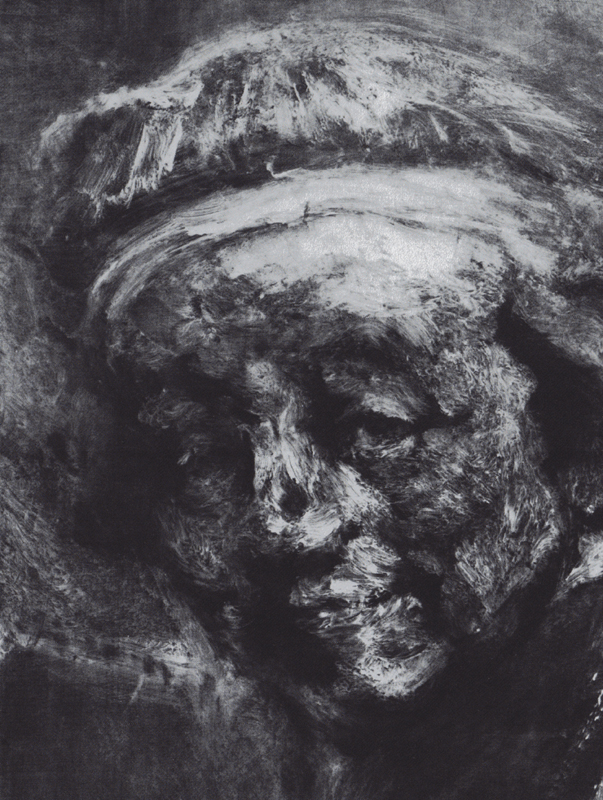
Détail de la prise de vue aux rayons X.

Un prise de vue aux rayons X a montré que dans une première version, le peintre s'était représenté non riant mais seulement souriant. 